# Thailand i olympiska sommarspelen 1960
Thailand deltog med 20 deltagare vid de olympiska sommarspelen 1960 i Rom. Ingen av landets deltagare erövrade någon medalj.